# Culiacán (gemeente)
Culiacán  is een gemeente in de Mexicaanse deelstaat Sinaloa. De hoofdplaats van Culiacán is Culiacán Rosales. Culiacán heeft een oppervlakte van 4.758 km² en 793.730 inwoners (census 2005).